# Associazione Calcio Cesena 2004-2005
Questa pagina raccoglie le informazioni riguardanti l'Associazione Calcio Cesena nelle competizioni ufficiali della stagione 2004-2005.

## Stagione
Nella stagione 2004-2005 il neopromosso Cesena disputa il campionato di Serie B, raccogliendo 50 punti con il sedicesimo posto in classifica. A Cesena nonostante la squalifica resta il tecnico Fabrizio Castori anche se sulla panchina cesenate fino alla conclusione della stagione, per via della lunga squalifica del tecnico marchigiano, siede il suo vice Massimo Gadda. Al termine del girone di andata i bianconeri hanno 27 punti, nel girone di ritorno qualche sofferenza in più, ma il traguardo della salvezza viene raggiunto senza troppi patemi, con due punti sopra la zona playout. Ancora Simone Cavalli miglior marcatore cesenate con 13 reti, in doppia cifra anche Simone Confalone con 9 reti in campionato ed uno in Coppa Italia. Nella Coppa Italia i romagnoli disputano il girone 4 di qualificazione, chiudono imbattuti ma dietro al Livorno, che passa il turno.

## Rosa
| N. |                   | Ruolo | Calciatore         |
| -- | ----------------- | ----- | ------------------ |
| 1  | Italia (bandiera) | P     | Giovanni Indiveri  |
| 2  | Italia (bandiera) | D     | Marco Ambrogioni   |
| 3  | Italia (bandiera) | C     | Simone Groppi      |
| 4  | Italia (bandiera) | C     | Simone Confalone   |
| 5  | Italia (bandiera) | D     | Riccardo Bocchini  |
| 6  | Italia (bandiera) | D     | Daniele Ficagna    |
| 7  | Italia (bandiera) | A     | Andrea Alberti     |
| 7  | Italia (bandiera) | C     | Ivano Della Morte  |
| 8  | Italia (bandiera) | C     | Manolo Pestrin     |
| 9  | Italia (bandiera) | A     | Marco Bernacci     |
| 10 | Italia (bandiera) | A     | Simone Cavalli     |
| 11 | Italia (bandiera) | A     | Emanuele Chiaretti |
| 11 | Italia (bandiera) | A     | Simone Masini      |
| 12 | Italia (bandiera) | P     | Emiliano Viviano   |
| 13 | Italia (bandiera) | D     | Angelo Rea         |

| N. |                   | Ruolo | Calciatore           |
| -- | ----------------- | ----- | -------------------- |
| 14 | Italia (bandiera) | C     | Maurizio Ciaramitaro |
| 15 | Italia (bandiera) | D     | Michele Camillini    |
| 16 | Italia (bandiera) | D     | Leandro Rinaudo      |
| 17 | Italia (bandiera) | A     | Giordano Meloni      |
| 18 | Italia (bandiera) | C     | Giuseppe De Feudis   |
| 19 | Italia (bandiera) | C     | Stefano Fattori      |
| 20 | Italia (bandiera) | D     | Roberto Biserni      |
| 22 | Italia (bandiera) | P     | Alex Foiera          |
| 23 | Italia (bandiera) | C     | Lorenzo Rossetti     |
| 24 | Italia (bandiera) | C     | Ivan Piccoli         |
| 25 | Italia (bandiera) | D     | Giuseppe Ingrosso    |
| 26 | Italia (bandiera) | A     | Emiliano Salvetti    |
| 27 | Italia (bandiera) | A     | Luca Mondardini      |
| 30 | Italia (bandiera) | C     | Mirko Valdifiori     |
| 31 | Italia (bandiera) | P     | Giovanni Vecchini    |

## Risultati

### Campionato

#### Girone di andata
| Arbitro: | Girardi (San Donà di Piave) |

|            |           |  |
| Cavalli 4’ | Marcatori |  |

| Arbitro: | Romeo (Verona) |

|  |           |             |
|  | Marcatori | 85’ Biserni |

| Arbitro: | Bergonzi (Genova) |

|              |           |           |
| Bernacci 33’ | Marcatori | 59’ Motta |

| Arbitro: | Cruciani (Pesaro) |

|                      |           |                    |
| Jeda 47’, 70’ (rig.) | Marcatori | 61’ (rig.) Cavalli |

| Arbitro: | Stefanini (Prato) |

|  |           |           |
|  | Marcatori | 90’ Iunco |

| Arbitro: | P.S. Mazzoleni (Bergamo) |

|  |           |                  |
|  | Marcatori | 48’, 66’ Cavalli |

| Arbitro: | Cassarà (Palermo) |

|               |           |             |
| Ravanelli 86’ | Marcatori | 74’ Cavalli |

| Arbitro: | Ayroldi (Molfetta) |

|             |           |                                        |
| Cavalli 84’ | Marcatori | 26’, 66’ Vitiello 78’ (rig.) Margiotta |

| Torino 23 ottobre 2004, ore 20:30 9ª giornata | Torino                      | 0 – 0 | Cesena | Stadio delle Alpi\| Arbitro: \| Girardi (San Donà di Piave) \| |
| Arbitro:                                      | Girardi (San Donà di Piave) |       |        |                                                                |

| Arbitro: | Banti (Livorno) |

|                          |           |            |
| Pestrin 22’ Bernacci 56’ | Marcatori | 16’ Corona |

| Arbitro: | Saccani (Mantova) |

|                |           |             |
| Abbruscato 55’ | Marcatori | 71’ Cavalli |

| Arbitro: | Tagliavento (Terni) |

|                                       |           |                                                               |
| Biserni 38’ Cavalli 48’ Confalone 71’ | Marcatori | 10’ Cottafava 36’ Reginaldo 39’ (rig.) Gallo 45+1’ Cortellini |

| Arbitro: | Squillace (Catanzaro) |

|                                                                                   |           |             |
| Olivi 31’ Longo 36’ Zaniolo 43’ Palladino 72’ (rig.) Ferrarese 83’ Benjamin 90+2’ | Marcatori | 37’ Cavalli |

| Arbitro: | Preschern (Mestre) |

|                                      |           |                                |
| Groppi 25’ Cavalli 41’ Confalone 48’ | Marcatori | 10’, 19’ Vannucchi 82’ Zanetti |

| Arbitro: | Tagliavento (Terni) |

|                          |           |              |
| Calaiò 8’ (rig.) Job 51’ | Marcatori | 67’ Bernacci |

| Arbitro: | Ayroldi (Molfetta) |

|                                         |           |  |
| Confalone 15’ Rossetti 42’ Bernacci 73’ | Marcatori |  |

| Arbitro: | Cassarà (Palermo) |

|                 |           |                  |
| Confalone 90+2’ | Marcatori | 65’ Gio. Tedesco |

| Arbitro: | Giannoccaro (Lecce) |

|                                              |           |  |
| Colacone 33’ (rig.), 54’ Bucchi 58’ Biso 69’ | Marcatori |  |

| Arbitro: | Romeo (Verona) |

|                           |           |             |
| Confalone 18’ Cavalli 79’ | Marcatori | 77’ Testini |

| Arbitro: | Carlucci (Molfetta) |

|           |           |  |
| Frick 54’ | Marcatori |  |

| Arbitro: | Banti (Livorno) |

|             |           |  |
| Rinaudo 67’ | Marcatori |  |

#### Girone di ritorno
| Arbitro: | Pantana (Macerata) |

|  |           |                         |
|  | Marcatori | 2’ Bernacci 83’ Piccoli |

| Arbitro: | Banti (Livorno) |

|        |           |  |
| Rea 8’ | Marcatori |  |

| Arbitro: | Pantana (Macerata) |

|               |           |              |
| Santoruvo 36’ | Marcatori | 62’ Bernacci |

| Arbitro: | Giannoccaro (Lecce) |

|               |           |  |
| Confalone 59’ | Marcatori |  |

| Arbitro: | Tombolini (Ancona) |

|                        |           |                      |
| Rosina 39’ Bogdani 69’ | Marcatori | 90+3’ (rig.) Cavalli |

| Arbitro: | Dattilo (Locri) |

|               |           |                |
| Confalone 44’ | Marcatori | 58’ Allegretti |

| Arbitro: | Romeo (Verona) |

|  |           |                  |
|  | Marcatori | 90’ Floro Flores |

| Arbitro: | Bergonzi (Genova) |

|                                                 |           |              |
| Gonzalez 9’ Schwoch 54’ Biondini 60’ Vanoli 69’ | Marcatori | 1’ Confalone |

| Arbitro: | Nucini (Bergamo) |

|                 |           |  |
| Ciaramitaro 72’ | Marcatori |  |

| Arbitro: | Rocchi (Firenze) |

|                                |           |                         |
| Ascoli 41’ Corona 45+3’ (rig.) | Marcatori | 1’ Piccoli 69’ Salvetti |

| Arbitro: | Dattilo (Locri) |

|  |           |           |
|  | Marcatori | 55’ Vigna |

| Arbitro: | Pantana (Macerata) |

|                                      |           |             |
| Barreto 65’ Reginaldo 74’ Capone 83’ | Marcatori | 89’ Cavalli |

| Arbitro: | P.S. Mazzoleni (Bergamo) |

|             |           |            |
| Salvetti 9’ | Marcatori | 27’ Aslund |

| Empoli 23 aprile 2005, ore 20:30 35ª giornata | Empoli               | 0 – 0 | Cesena | Stadio Carlo Castellani\| Arbitro: \| Gabriele (Frosinone) \| |
| Arbitro:                                      | Gabriele (Frosinone) |       |        |                                                               |

| Arbitro: | Preschern (Mestre) |

|                 |           |               |
| Ciaramitaro 62’ | Marcatori | 65’ Giampaolo |

| Arbitro: | Romeo (Verona) |

|                                             |           |  |
| Campedelli 10’, 55’ Troiano 73’ Asamoah 83’ | Marcatori |  |

| Arbitro: | Preschern (Mestre) |

|                                             |           |                              |
| M. Rossi 18’ Caccia 57’ Bocchini 79’ (aut.) | Marcatori | 5’, 54’ Masini 86’ Confalone |

| Arbitro: | Girardi (San Donà di Piave) |

|                 |           |                 |
| Ciaramitaro 19’ | Marcatori | 27’, 52’ Bucchi |

| Arbitro: | Carlucci (Molfetta) |

|             |           |                 |
| Rantier 12’ | Marcatori | 43’ Ciaramitaro |

| Arbitro: | Nucini (Bergamo) |

|                            |           |  |
| Ambrogioni 27’ Piccoli 36’ | Marcatori |  |

| Arbitro: | Cassarà (Palermo) |

|                        |           |  |
| Jeda 11’ Silvestri 76’ | Marcatori |  |

### Coppa Italia

#### Fase a gironi
| Arbitro: | De Marco (Chiavari) |

|              |           |             |
| Bernacci 29’ | Marcatori | 63’ Vidigal |

| Arbitro: | Pantana (Macerata) |

|                               |           |                |
| Ciaramitaro 18’ Confalone 67’ | Marcatori | 90+2’ De Zerbi |

| Arbitro: | Saccani (Mantova) |

|              |           |                |
| Bernacci 42’ | Marcatori | 44’ Capparella |